# 베벌리 나이트
베벌리 나이트(Beverley Knight, MBE, 1973년 3월 22일 ~ )는 잉글랜드의 싱어송라이터, 배우, 라디오 사회자이다. 대표곡으로 〈Greatest Day〉, 〈Get Up!〉, 〈Shoulda Woulda Coulda〉, 〈Come as You Are〉 등이 꼽힌다.

## 서훈
- 2006년 대영 제국 훈장 5등급(MBE) 수훈[1]